# 阿尔巴 (上加龙省)
阿尔巴（法語：Arbas）是法国上加龙省的一个市镇，属于圣戈当区（Saint-Gaudens）阿斯佩县（Aspet）。该市镇总面积7.32平方公里，2009年时的人口为248人。

## 人口
阿尔巴人口变化图示